# The Adventures of Mimi (DVD)
 (mai 2025).
Si vous disposez d'ouvrages ou d'articles de référence ou si vous connaissez des sites web de qualité traitant du thème abordé ici, merci de compléter l'article en donnant les références utiles à sa vérifiabilité et en les liant à la section « Notes et références ».

The Adventures of Mimi est un DVD musical de Mariah Carey tiré du spectacle qui a eu lieu à Anaheim lors de sa tournée The Adventures of Mimi Tour en 2006.

## Disque 1
1. Opening Video
2. It's Like That
3. Heartbreaker
4. Dream Lover
5. My All
6. Shake It Off
7. Vision of Love
8. Fly Like a Bird
9. I'll Be There
10. Fantasy
11. Don't Forget About Us
12. Always Be My Baby
13. Honey
14. I Wish You Knew
15. Can't Let Go
16. One Sweet Day
17. Hero
18. Make It Happen
19. We Belong Together
20. Butterfly Reprise

- Bonus features
- Behind-the-scenes
- Jukebox feature

## Disque 2
- The adventures of Mimi tour documentary
- Lovers and haters
- Karaoke-style feature